# All Out (2019)
All Out 2019 fue un evento pago por visión de lucha libre profesional producido por la empresa estadounidense All Elite Wrestling. Tuvo lugar el 31 de agosto de 2019 desde el Sears Centre Arena en el suburbio de Chicago de Hoffman Estates, Illinois. El tema oficial del evento fue "Come and Get It" de I Prevail.
En el evento principal, Chris Jericho derrotó a Adam Page para convertirse en el primer Campeón Mundial de AEW. En otras luchas destacadas, los Lucha Brothers (Pentagón Jr. & Rey Fénix) derrotaron a The Young Bucks (Matt Jackson & Nick Jackson) en una Escalera de la Muerte (Ladder Match) reteniendo el Campeonato Mundial en Parejas de AAA, Cody derrotó a Shawn Spears y PAC derrotó a Kenny Omega por nocaut. El cinturón del Campeonato Mundial Femenino de AEW también fue presentado, con Nyla Rose y Riho ganando sus respectivos luchas para enfrentarse entre sí por el campeonato inaugural el 2 de octubre de 2019 en All Elite Wrestling: Dynamite.
El evento se destacó el debut de Santana & Ortiz (anteriormente conocidos en conjunto como LAX en Impact Wrestling).

## Producción
Durante el evento inaugural de AEW, Double or Nothing, All Out se anunció como una secuela no oficial de All In. Más tarde se anunció que Starrcast III ocurriría el mismo fin de semana que All Out.
Como se reveló en un vídeo web publicado por Brandi Rhodes, directora de marca de AEW, el 19 de junio de 2019, el cinturón del Campeonato Mundial Femenino de AEW se presentaría en All Out. Rhodes no reveló ningún detalle de cuándo o cómo se determinaría a la primera campeona.

## Antecedentes
El 25 de mayo, en el evento inaugural de AEW, Double or Nothing, Adam Page ganó el Casino Battle Royale eliminó finalmente a MJF y obtuvo una oportunidad por el Campeonato Mundial de AEW ante Chris Jericho, quien logró derrotar a Kenny Omega en el evento principal. El 31 de mayo, se anunció que la lucha  para coronar al primer campeón entre Jericho y Page tendría lugar en All Out. Después del combate de Page en Fight for the Fallen, Jericho atacó a Page. Más tarde esa noche, Page regresó y atacó a Jericho mientras éste estaba en el ring.
Al final de Double or Nothing, Jon Moxley apareció entre la multitud, confirmando que había firmado un contrato con AEW, y atacó a Chris Jericho y Kenny Omega luego del combate principal entre ambos. Este último peleó con Moxley en el escenario de entrada, donde Moxley arrojó a Omega sobre el escenario. Luego, se anunció una lucha entre Moxley y Omega para All Out. En Fyter Fest, Omega atacó a Moxley después del combate de este último, con Omega de pie al final de su pelea. Sin embargo, el 23 de agosto, Moxley anunció que no podría competir en All Out debido a una lesión en el codo. Luego se confirmó que PAC reemplazaría a Moxley después de que AEW y Dragon Gate resolvieran sus diferencias creativas, lo que inicialmente evitó que PAC compitiera en Double or Nothing y eventos posteriores, haciendo de All Out el debut de PSC para AEW.
A mediados de junio, Tony Khan anunció la creación de Campeonato Mundial en Parejas de AEW y comenzó un torneo por dicho título, cuya final se disputaría en el programa semanal de televisión de AEW. El 30 de junio en Fyter Fest, Best Friends (Chuck Taylor & Trent Beretta) vencieron a SoCal Uncensored (Scorpio Sky & Frankie Kazarian) y Private Party (Isiah Kassidy & Marq Quen), clasificándose en la primera ronda, mientras que en Fight for the Fallen, The Dark Order (Stu Grayson & Evil Uno) vencieron a Los Güeros del Cielo (Angélico & Jack Evans) y Jungle Boy & Luchasaurus, clasificándose en la primera ronda. Esa misma noche, se anunció para All Out la final de la primera ronda entre Best Friends y The Dark Order.
El 16 de marzo en Rey de Reyes de la AAA, The Young Bucks (Matt Jackson & Nick Jackson) derrotaron a los Lucha Brothers (Pentagón Jr. & Fénix) para ganar el Campeonato Mundial en Parejas de AAA, y los retuvieron en una revancha en Double or Nothing. En junio, los Lucha Brothers recuperaron los títulos en Verano de Escándalo de AAA. Después del combate de los Lucha Brothers en Fight for the Fallen, desafiaron a The Young Bucks a un Ladder Match en All Out con sus títulos en juego y los Bucks aceptaron.
Después de que la lucha de Cody y Darby Allin llegó a un tiempo límite en el Fyter Fest, Shawn Spears apareció y golpeo con una silla en la cabeza de Cody, lo que resultó en que Cody recibiera 12 grapas quirúrgicas. En una entrevista con Jim Ross, Spears explicó que creía que Cody era su amigo hasta que Cody lo había llamado una «mano buena», sintiendo que Cody le había faltado el respeto y por eso lo había atacado. Dijo que Cody era una «sanguijuela», lo cual se remontaba a cuando ambos comenzaron en Ohio Valley Wrestling en 2006. Luego hizo un desafío para All Out, que se hizo oficial.
El 7 de agosto de 2019, en la serie de YouTube The Road to All Out, Brandi Rhodes anunció el primer Casino Battle Royale femenino para el pre-show Buy In, con Dr. Britt Baker D.M.D., Yuka Sakazaki, Allie, Nyla Rose, Teal Piper, Ivelisse, Jazz y ella misma como participantes iniciales, donde la ganadora recibiría un futuro combate por el Campeonato Mundial Femenil de AEW en el primer show semanal de AEW en TNT. El 20 de agosto, se anunció que Big Swole y Sadie Gibbs serían participantes en el Casino Battle Royale. El 26 de agosto, Awesome Kong confirmó que competiría en el Women's Battle Royale en una entrevista con el New York Post. El 29 de agosto, Shazza McKenzie fue anunciada como participante. El 30 de agosto, Allie fue anunciada como participante.

## Resultados
En paréntesis se indica el tiempo de cada combate:
- The Buy In: Nyla Rose ganó el 21-Women Casino Battle Royale y ganó una oportunidad por el Campeonato Mundial Femenino de AEW (20:20).[21]
  - Rose eliminó finalmente a Dr. Britt Baker D.M.D., ganando la lucha.
  - Originalmente, Yuka Sakazaki formaba parte de la lucha, pero no se presentó.
- The Buy In: Private Party (Isiah Kassidy & Marq Quen) derrotaron a The Hybrid 2 (Angélico & Jack Evans) (11:35).[21]
  - Kassidy cubrió a Angélico después de un «Ace Crucher».
  - Después de la lucha, ambos equipos se dieron la mano en señal de respeto, sin embargo, The Hybrid 2 atacaron a Private Party, cambiando a heel.
- SoCal Uncensored (Christopher Daniels, Frankie Kazarian & Scorpio Sky) derrotaron a Jurassic Express (Jungle Boy, Luchasaurus & Marko Stunt) (11:45).[21]
  - Kazarian cubrió a Boy después de un «Best Meltzer Ever».
- PAC derrotó a Kenny Omega (23:20).[21]
  - El árbitro detuvo el combate después de que PAC dejara inconsciente a Omega luego de revertir un «One Winged Angel» en un «Brutalizer».
  - Originalmente, Jon Moxley iba a ser el rival de Omega, pero fue reemplazado por PAC debido una lesión.
- Jimmy Havoc derrotó a Darby Allin y Joey Janela en un Cracker Barrel Clash (15:00).[21]
  - Havok cubrió a Janela después de un «Acid Rainmaker» sobre un barril.
- The Dark Order (Stu Grayson & Evil Uno) derrotaron a Best Friends (Chuck Taylor & Trent Beretta) y avanzaron directamente a la segunda ronda del torneo por el Campeonato Mundial en Parejas de AEW (13:40).[21]
  - Uno cubrió a Berretta después de un «Fatality».
  - Después de la lucha, Orange Cassidy atacó a The Dark Order.
- Riho derrotó a Hikaru Shida y ganó una oportunidad por el Campeonato Mundial Femenino de AEW (13:35).[21]
  - Riho cubrió a Shida con un «Crucifix Roll-up».
- Cody (con MJF) derrotó a Shawn Spears (con Tully Blanchard) (16:20).[21]
  - Cody cubrió a Spears después de un «Cross Rhodes».
  - Antes la lucha, Blanchard atacó a Cody, mientras que Cody atacó a Spears.
  - Durante la lucha, Blanchard interfirió a favor de Spears, mientras que MJF y Arn Anderson interfirieron a favor de Cody.
- Lucha Brothers (Pentagón Jr. & Rey Fénix) derrotaron a The Young Bucks (Matt Jackson & Nick Jackson) en una Escalera de la Muerte y retuvieron el Campeonato Mundial en Parejas de AAA (21:00).[21]
  - The Lucha Bros ganaron la lucha después de descolgar los títulos.
  - Después de la lucha, Santana & Ortiz atacaron a ambos equipos.
  - Esta lucha fue calificada con 5.25 estrellas por el periodista Dave Meltzer, siendo el segundo combate de AEW en recibir esta calificación.
- Chris Jericho derrotó a "Hangman" Adam Page y ganó el inaugural Campeonato Mundial de AEW (26:25).[21]
  - Jericho cubrió a Page después de un «Judas Effect».

## Casino Battle Royale entrada y eliminaciones
Cinco luchadoras comenzaron el combate. Cada tres minutos, entraban cinco luchadoras más. El 21.º y último participante entró solo.
| Baraja    | Entranda               | Orden | Eliminada por          | Eliminaciones |
| --------- | ---------------------- | ----- | ---------------------- | ------------- |
| Tréboles  | Shalandra Royal        | 1     | Rose                   | 0             |
| Tréboles  | Leva Bates             | 4     | Rose                   | 0             |
| Tréboles  | Faby Apache            | 2     | Rose                   | 0             |
| Tréboles  | Priscilla Kelly        | 3     | Rose                   | 0             |
| Tréboles  | Nyla Rose              | -     | Ganadora               | 10            |
| Diamantes | Penelope Ford          | 7     | Rose                   | 0             |
| Diamantes | Shazza McKenzie        | 5     | Baker                  | 0             |
| Diamantes | Sadie Gibbs            | 17    | Priestley              | 1             |
| Diamantes | Big Swole              | 6     | Rose                   | 0             |
| Diamantes | Dr. Britt Baker D.M.D. | 20    | Rose y Priestley       | 5             |
| Espadas   | Tenille Dashwood       | 8     | Kong                   | 0             |
| Espadas   | Ivelisse               | 9     | Kong                   | 0             |
| Espadas   | Bea Priestley          | 19    | Baker                  | 3             |
| Espadas   | Brandi Rhodes          | 15    | Baker y Allie          | 0             |
| Espadas   | Awesome Kong           | 12    | Priestley, Gibbs y ODB | 3             |
| Corazones | Allie                  | 16    | Rose                   | 1             |
| Corazones | Nicole Savoy           | 10    | Rose                   | 0             |
| Corazones | Teal Piper             | 11    | ODB                    | 0             |
| Corazones | ODB                    | 14    | Baker                  | 2             |
| Corazones | Jazz                   | 13    | Rose                   | 0             |
| Joker     | Mercedes Martínez      | 18    | Baker                  | 0             |

1. 

## Otros roles
Comentaristas en español
- Álex Abrahantes
- Dasha Kuret - durante el The Buy In
- Hugo Savinovich

Comentaristas en inglés
- Álex Marvez
- Excalibur
- Jim Ross

Entrevistadores
- Jenn Sterger

Anunciadores
- Justin Roberts

Árbitros
- Aubrey Edwards
- Bryce Remsburg
- Earl Hebner
- Paul Turner
- Rick Knox